# نیو هوپ (ایلینوی)
نیو هوپ (به انگلیسی: New Hope) یک منطقهٔ مسکونی در ایالات متحده آمریکا است که در شهرستان سالین، ایلینوی واقع شده‌است. نیو هوپ ۱۴۹٫۰۵ متر بالاتر از سطح دریا واقع شده‌است.